# Mokkenschaal
De Mokkenschaal is een methode gebruikt bij het onderzoek naar lichamelijke en psychische beperkingen. Zulk onderzoek levert moeilijk te kwantificeren gegevens. De mokkenmethode kan worden gebruikt om een schaalverdeling aan te brengen in de onderzoeksgegevens. Deze methode is vernoemd naar de methodoloog Rob Mokken, die deze in 1971 voorstelde. De toepassing van deze methode wordt ook wel Mokkenschaalanalyse genoemd.

## Algemeen
In een Mokkenschaal wordt een reeks mogelijke antwoorden op een rij gezet, in toenemende ernst van beperkingen. Door op die schaal aan te geven welke vaardigheid iemand nog wel heeft en welke niet, kan een score worden bepaald.
Bij het opstellen van een dergelijke schaal wordt ervan uitgegaan dat als iemand een bepaalde score heeft, diegene niet in staat is tot alle activiteiten die onder de score staan, en wel in staat is tot alle activiteiten die boven die score staan.
Voor een bepaald onderzoek worden doorgaans meerdere Mokkenschalen gebruikt, die verschillende dimensies in kaart brengen. Zo kan er bv. een schaal voor mentale zelfredzaamheid zijn, een schaal voor lichamelijke mobiliteit, enzovoorts.

## Bezwaren/risico's
Voor een betrouwbare kwantificering dient een schaal lineair te zijn. Er is een risico dat iemand een bepaalde handeling wel kan verrichten terwijl een handeling die op de schaal als 'makkelijker' staat vermeld, niet kan verrichten. Het is dus van groot belang elke schaal goed gevalideerd wordt.